# Charles Lamarque-Cando
Pour les articles homonymes, voir Lamarque et Cando.
Charles Lamarque-Cando, né le 12 janvier 1901 à Onard (Landes) et mort le 30 novembre 1989 à Mont-de-Marsan (Landes), est un homme politique français.

## Biographie
Son père est agriculteur, et a été  maire d'Onard. Sa mère est institutrice. Après des études à l'Ecole normale d'instituteurs de Mont-de-Marsan, Charles Lamarque-Cando enseigne dans les écoles françaises de San Sébastien, en Espagne, puis à Aire-sur-Adour, dans les Landes. Il y connaît  ses premiers engagements politiques, militant simultanément à la Ligue des droits de l'homme et à la SFIO. Très attaché à la laïcité, il est aussi secrétaire fédéral du syndicat national des instituteurs.
Charles Lamarque-Cando se tourne plus activement vers l'action politique au lendemain de la manifestation antiparlementaire de droite du  6 février 1934. Il organise, dès le 11 février, un meeting de protestation à Mont-de-Marsan, et crée, à Roquefort, une section locale du Comité de vigilance des intellectuels antifascistes. Remarqué pour la vigueur de ses convictions et son habileté dans les joutes oratoires, Charles Lamarque-Cando rejoint la commission exécutive de la fédération socialiste des Landes, dont il devient, à partir de septembre 1936, le secrétaire fédéral.

## Détail des fonctions et des mandats
Mandats parlementaires
- 21 octobre 1945 - 10 juin 1946 : Député des Landes
- 2 juin 1946 - 27 novembre 1946 : Député des Landes
- 10 novembre 1946 - 4 juillet 1951 : Député des Landes
- 17 juin 1951 - 1er décembre 1955 : Député des Landes
- 2 janvier 1956 - 8 décembre 1958 : Député des Landes
- 25 novembre 1962 - 2 avril 1967 : Député de la 1re circonscription des Landes
- 12 mars 1967 - 30 mai 1968 : Député de la 1re circonscription des Landes

Mandats départementaux
- Conseiller général du canton de Sabres (1936-1951),  président du Conseil général des Landes de 1945 à 1949 ;

- Conseiller général du canton de Mont-de-Marsan-Nord (1967-1973), président du Conseil général des Landes de 1970 à 1973[1].

Mandats municipaux
- 1962 - 1983 : Maire de Mont-de-Marsan[2]